# 第112师团 (日本陆军)
第112师团（日语：／ Dai-hyakujūni Shidan）是大日本帝國陸軍师团之一。

## 沿革
太平洋战争中期之后，由于多数师团从满洲向南转移，1944年（昭和19年）7月，同驻扎在琿春的第111师团一样，以第9独立守備隊为基础，外加已经转移至宮古島的第28师团余部整编而成第112师团，并編入第3軍。完成整编後，负责位于满洲東部苏联国境南端的琿春、间岛地区的警備和治安維持任务。
1945年（昭和20年）8月9日，受到来自苏軍的侵攻（八月風暴行動），虽然付出了巨大的牺牲，但成功防御了苏军对琿春的打击。8月17日，接到第1方面軍的命令而停战，翌日中村师团長、安木参謀長自杀。

## 师团概要

### 歴代师团長
- 中村次喜蔵 中将：1944年7月14日 - 1945年8月18日

### 最終司令部構成
- 参謀長：安木龟二大佐
  - 参謀：高杉觉中佐
- 副官：兼子兼治郎中佐

### 最終所属部隊
- 步兵第246联队（福岡）：山本稜威大佐
- 步兵第247联队（大村）：西崎逸雄大佐
- 步兵第248联队（久留米）：广濑利善大佐
- 野火炮第112联队：塚本清太郎少佐
- 第112师团工兵隊：
- 第112师团通信隊：尾形茂人大尉
- 第112师团挺進大隊：佐野隆夫少佐
- 第112师团輜重隊：竹内岱雲少佐
- 第112师团兵器勤務隊：